# Alas, I Cannot Swim
Alas, I Cannot Swim es el álbum de debut de la cantautora británica de folk Laura Marling. El álbum fue nominado en 2008 a los Mercury Music Prize.

## Lista de canciones
(Todas las canciones fueron compuestas por Laura Marling)
1. "Ghosts" – 3:20
2. "Old Stone" – 2:59
3. "Tap at My Window" – 2:48
4. "Failure" – 3:21
5. "You're No God" – 2:28
6. "Cross Your Fingers" – 2:24
7. "Crawled Out of the Sea" (Interlude) – 1:16
8. "My Manic and I" – 3:56
9. "Night Terror" – 3:09
10. "The Captain and the Hourglass" – 3:10
11. "Shine" – 2:39
12. "Your Only Doll (Dora)" – 7:19